# فهرست سفیران ایران در نروژ
تاریخ روابط سیاسی بین ایران و نروژ به سال ۱۲۸۴ ه‍.خ (۱۹۰۵ میلادی) برمی‌گردد. همزمان با اعلام استقلال نروژ، ابتدا سفیر ایران در روسیه در نروژ اکردیته شد و پس از تأسیس سفارت در استکهلم در سال ۱۲۸۹ ه‍.خ (۱۹۱۰ م) سفیران ایران در سوئد در نروژ اکردیته بودند. در تاریخ ۳۰ فروردین ۱۳۴۲ ه‍.خ (۱۹۶۳ م) سفارت ایران در اسلو تأسیس شد.

## دورهٔ پهلوی
- عبدالحسین مفتاح (۳۰ فروردین ۱۳۴۲–آذر ۱۳۴۳)
- سرتیپ عباس فرزانگان (آذر ۱۳۴۳–خرداد ۱۳۴۷)
- احمد اقبال (مرداد ۱۳۴۷–آبان ۱۳۵۲)
- محمد بهنام (آذر ۱۳۵۲–خرداد ۱۳۵۴)
- امیرارسلان نیرنوری (خرداد ۱۳۵۴–دی ۱۳۵۵)
- شعاع‌الدین شفا (دی ۱۳۵۵–اسفند ۱۳۵۶)
- علی خردمه (اسفند ۱۳۵۶–ابتدای انقلاب اسلامی)

## دورهٔ جمهوری اسلامی
- محمد پورگل (تیر ۱۳۶۸–خرداد ۱۳۷۳)
- عبدالرحیم گواهی (خرداد ۱۳۷۳–۱۳۷۴)
- جواد کچوئیان(کاردار) (۱۳۷۴-۱۳۷۸)
- حسین نقره‌کار شیرازی (دی ۱۳۷۸–مرداد ۱۳۸۳)
- عبدالرضا فرجی‌راد (آذر ۱۳۸۳–آبان ۱۳۸۷)
- سید حسن رضوانی (۱۳۸۸ تا ۱۳۹۲)[۱][۲]
- مجید نیلی (۲ خرداد ۱۳۹۲–آبان ۱۳۹۵)[۳][۴]
- محمد حسن حبیب اله زاده (آذر ۱۳۹۵ تا ۱۳۹۸)[۵][۶]

- علیرضا یوسفی (از اسفند ۱۳۹۸ تا آذر ۱۴۰۳)
- علی رجبی (کاردار موقت)از  آذر ۱۴۰۳